# Bryum mucronifolium
Bryum mucronifolium är en bladmossart som beskrevs av Philibert 1899. Bryum mucronifolium ingår i släktet bryummossor, och familjen Bryaceae. Inga underarter finns listade i Catalogue of Life.